# ドゥ・ヤ
「ドゥ・ヤ」 (Do Ya) は、ザ・ムーヴが1971年に発表した楽曲。彼らのラストシングルである「カリフォルニア・マン」のB面である。

## 概要
- ジェフ・リンの曲であるが、リードヴォーカルはロイ・ウッドである（ミドル部分のみジェフがリードヴォーカルをとっている）。
- B面曲でありながら、A面曲よりもラジオでより頻繁に流され、カバーバージョンも多い。
- ワーキングタイトルは「Look Out Baby, There's a Plane A Comin」。これは曲の最後でロイが叫んでいるのを聴くことができる。
- ELOの初期のライヴでは、「10538 序曲」の中に組み込まれたり、メドレーにされる形でこの曲が披露されていた。
- 2005年に発売されたアルバム、リマスター版「メッセージ・フロム・ザ・カントリー」のボーナストラックに収録された。
- ジェフは近年このトラックについて、「聴いて少したまげたよ。ドラムの音が小さすぎる。僕がまだプロデューサーとして未熟だったからか。」とコメントした。

## エレクトリック・ライト・オーケストラのバージョン
- ジェフは自身のバンドであるエレクトリック・ライト・オーケストラにて、この曲をリアレンジした。その理由として、「カヴァーバージョンが有名で、作曲者がジェフだという事実があまりにも広まっていないため」というものが知られている。そのバージョンの評判は芳しく、ベヴ・ベヴァン曰く「観客のために」この曲を再録音してアルバム「オーロラの救世主」に収録した。
- オリジナルバージョンとの変更点として挙げられるのは、ジェフが全編のボーカルをとっている事、ストリングスセクションの追加、歌詞の追加・変更、エンディングがよりドラマチックになった事など。
- 以降、ジェフはライヴではこのバージョンを元に演奏をしている。

## その他
- 2001年のZoom ツアーではこの曲がオープニングに選ばれた。
- 2012年10月に、ジェフ・リンがELO時代の曲をセルフカバーした『Mr. Blue Sky: The Very Best of Electric Light Orchestra』にこの曲のリメイクが収録された。リメイク元は無論ELOバージョンであるが、カウベルの音はザ・ムーヴのバージョンを意識しているものと思われる。ザ・ムーヴ、ELO、ソロと、ジェフは三回も異なった形でこの曲を発表したことになる。
- 1982年にトム・ペティ&ザ・ハートブレイカーズが発表した楽曲「Change Of Heart 」は、この曲を目指して作曲されたという逸話がある。